# Alexander Jurjewitsch Scharapow
Alexander Jurjewitsch Scharapow (russisch Александр Юрьевич Шарапов; * 6. März 1994 in Moskau) ist ein russischer Radsportler.

## Sportliche Laufbahn
Seit 2011 ist Alexander Scharapow international im Bahnradsport aktiv. 2011 errang er jeweils eine Bronzemedaille im Teamsprint bei den Junioren-Europameisterschaften sowie bei den Junioren-Weltmeisterschaften. 2012 wurde er gemeinsam mit Alexander Dubtschenko und Wladislaw Fedin Junioren-Weltmeister in derselben Disziplin. Zudem errang er gemeinsam mit Dubtschenko und Alexei Lysenko bei den Junioren-Europameisterschaften die Silbermedaille im Mannschaftssprint. Bei den U23-Europameisterschaften 2014 wurde er mit Dubtschenko und  Nikita Schurschin Dritter.
2017 (mit Shane Perkins und Nikita Schurschin) und 2018 (mit Denis Dmitrijew und Shane Perkins)  wurde er russischer Meister im Teamsprint der Elite, 2018 zudem russischer Meister im Sprint. Bei den UCI-Bahn-Weltmeisterschaften 2019 errang er mit Denis Dmitrijew und Pawel Jakuschewski Bronze im Teamsprint. Beim Lauf des UCI Track Cycling Nations’ Cup 2021 in Sankt Petersburg gewann er Silber im 1000-Meter-Zeitfahren sowie Bronze im Teamsprint.

## Erfolge
2011
- Junioren-Weltmeisterschaft – Teamsprint (mit Wiktor Nenastin und  Nikita Schurshin)
- Junioren-Europameisterschaft – Teamsprint (mit Wiktor Nenastin und Nikita Schurshin)

2012
- Junioren-Weltmeister – Teamsprint (mit Alexander Dubtschenko und Wladislaw Fedin)
- Junioren-Europameisterschaft – Teamsprint (mit Alexander Dubtschenko und Alexei Lysenko)

2015
- U23-Europameisterschaft – Teamsprint (mit Alexander Dubtschenko und  Nikita Schurschin)

2017
- Russischer Meister – Teamsprint (mit Shane Perkins und  Nikita Schurschin)

2018
- Russischer Meister – Sprint, Teamsprint (mit Denis Dmitrijew und Shane Perkins)

2019
- Weltmeisterschaft – Teamsprint (mit Denis Dmitrijew und Pawel Jakuschewski)

2021
- Russischer Meister – Teamsprint (mit Iwan Gladyschew  und Michail Jakowlew)